# Leucosyrinx macrobertsoni
Leucosyrinx macrobertsoni é uma espécie de gastrópode do gênero Leucosyrinx, pertencente a família Pseudomelatomidae.